# Pavonia pseudotyphalaea
Pavonia pseudotyphalaea är en malvaväxtart som beskrevs av Jules Émile Planchon, Amp; Linden, José Jéronimo Triana och Planch.. Pavonia pseudotyphalaea ingår i släktet påfågelsmalvor, och familjen malvaväxter. Inga underarter finns listade i Catalogue of Life.